# 보에몽 1세
보에몽 1세(Bohemund Ⅰ혹은 Boamund; 1058년경 ~ 1111년 3월 3일) 산 마르코 아르젠타노(San Marco Argentano)는 제1차 십자군의 지도자 중 1명이며, 후에 안티오키아 공국의 공(재위:1098~1101, 1103~1104)이 되었다. 아나톨리아해 동쪽의 영지를 물려받아 타란토 공이 되었기에 주위에선 보에몽 드 타랑트(Bohémond de Tarente)란 별칭으로 불리기도 했다. 노르만인 출신의 아풀리아와 칼라브리아 공작 로베르토 기스카르의 장남이다.

## 생애
보에몽은 로베르토 기스카르와 그의 첫 아내 알베라다 사이에서 태어나 마르크(Marc)란 세례명을 받았지만 보에몽이란 전설적인 거인의 이름을 딴 별명도 갖게 되었다. 그 당시 그는 이상적인 키와 건장한 체격을 갖춘 미남 기사였다. 아버지 기스카르는 노르만족 출신으로 용병대장으로 참가해 동로마 제국을 침공했다.
보에몽은 아버지의 군대의 한 부대를 맡아 지휘하면서 알렉시오스 1세의 동로마 제국과 싸우기도 했다. 한편 계모 시겔가이타는 아버지의 상속자가 될 루지에로 보르사를 낳았다. 보에몽은 이때문에 유산을 물려받지 못할 것이 분명함을 깨닫고 자립하기로 결심한다. 하지만 알렉시오스 1세와의 오랜 싸움에서 패배해 1083년 테살리아 라리사에서 쫓겨났다. 1085년 아버지가 죽어 유산을 한푼도 받지못하고, 동로마 제국과 맞설 가능성도 사라져 버렸다.
그러던 중 기다리던 기회인 1096년 제1차 십자군에 참가하여 사실상의 지도자 중 1명이 되었다. 동로마 제국령을 지날때 보에몽은 교묘히 알렉시오스에게 충성 서약을 하고, 그에게 이슬람교도에게 되찾은 땅을 돌려주는 대신 원조를 제공받는다는 약속을 얻어낸다. 이것으로 십자군의 보급이 원활해졌다.
보에몽은 니케아, 도릴라이온, 안티오키아에서 뛰어난 활약을 보였는데, 특히 안티오키아 포위전에서 안티오키아를 함락시킨 것도 보에몽이 변절자 피루즈와의 협상으로 안티오키아의 한 탑을 확보한 덕분이었다. 제1차 십자군의 성공은 그의 수완이라 생각하는 사람들이 많지만, 정작 예루살렘 공략에는 참가하지 않고 안티오키아에 남아 그곳의 공작이 되었다. 보에몽은 안티오키아 공국을 예루살렘 왕국 이상의 대국으로 만들고자 했으나, 1100년에 소아시아의 투르크족 지도자인 다니슈멘드에게 패배해 1103년까지 포로가 되었다.
그 사이 동로마 황제 알렉시오스 1세 콤네노스의 지원을 얻은 툴루즈 백작 레몽 드 생 질이 트리폴리스 백작령을 창설하고, 안티오키아 공국의 확대를 저지했다.
그 후 1106년 프랑스 왕 필리프 1세의 장녀인 콩스탕스와 결혼하였고, 지원을 받아 군대를 일으켜 동로마 제국의 요새인 두라초를 침공하였다. 보에몽은 함락시키겠다는 결연한 의지를 보이기 위해 모든 선박을 불태우고 배수의 진을 펼쳤으나, 동로마 제국 군대가 뒤로 우회하여 보급로를 끊었다. 이에 공성병기 사우(Sow)를 사용해 더욱 맹렬하게 공격하였지만 두라초의 수비대가 그리스의 불로 맞서자 결국 패배하였다. 포위된 보에몽은 알렉시오스 1세에게 안티오키아 공국의 영토를 넘기겠다는 약속을 하고 그 종주권을 인정한 뒤에야 풀려날 수 있었고, 돌아갔다가 1111년 실의 속에 죽었다. 아들인 보에몽 2세가 뒤를 이었다.